# مجله فرانت‌پیج
مجله فرانت‌پیج (انگلیسی: FrontPage Magazine) (یا FrontPageMag.com) از وبسایت‌های سیاسی دست راستی آنلاین است که دیوید هاراویتس سردبیری آن را بر عهده دارد و مرکز آزادی دیوید هاراویتس آن را منتشر می‌کند.
از جمله نویسندگان قابل ذکر آن عبارتند از دیوید هاراویتس (سردبیر), ان کولتر، مصطفی آکیول، رابرت اسپنسر، ریموند ابراهیم، کنت تیمرمن، و استیون میلر.
در سال ۲۰۱۶، مرکز حقوقی فقر جنوبی هاراویتس و رابرت اسپنسر را «افراط گرایان ضد مسلمان» خواند. اسپنسر این مطلب را جهت‌دار و واهی خواند.
این وبسایت دست راستی،راست افراطی، اسلام هراس،و ضداسلام توصیف شده‌است.